# Balazote (kommunhuvudort)
Balazote är en kommunhuvudort i Spanien.   Den ligger i provinsen Provincia de Albacete och regionen Kastilien-La Mancha, i den centrala delen av landet, 220 km sydost om huvudstaden Madrid. Balazote ligger 779 meter över havet och antalet invånare är 2 656.
Terrängen runt Balazote är lite kuperad. Runt Balazote är det ganska glesbefolkat, med 21 invånare per kvadratkilometer. Balazote är det största samhället i trakten. Trakten runt Balazote består till största delen av jordbruksmark.